# Ishim

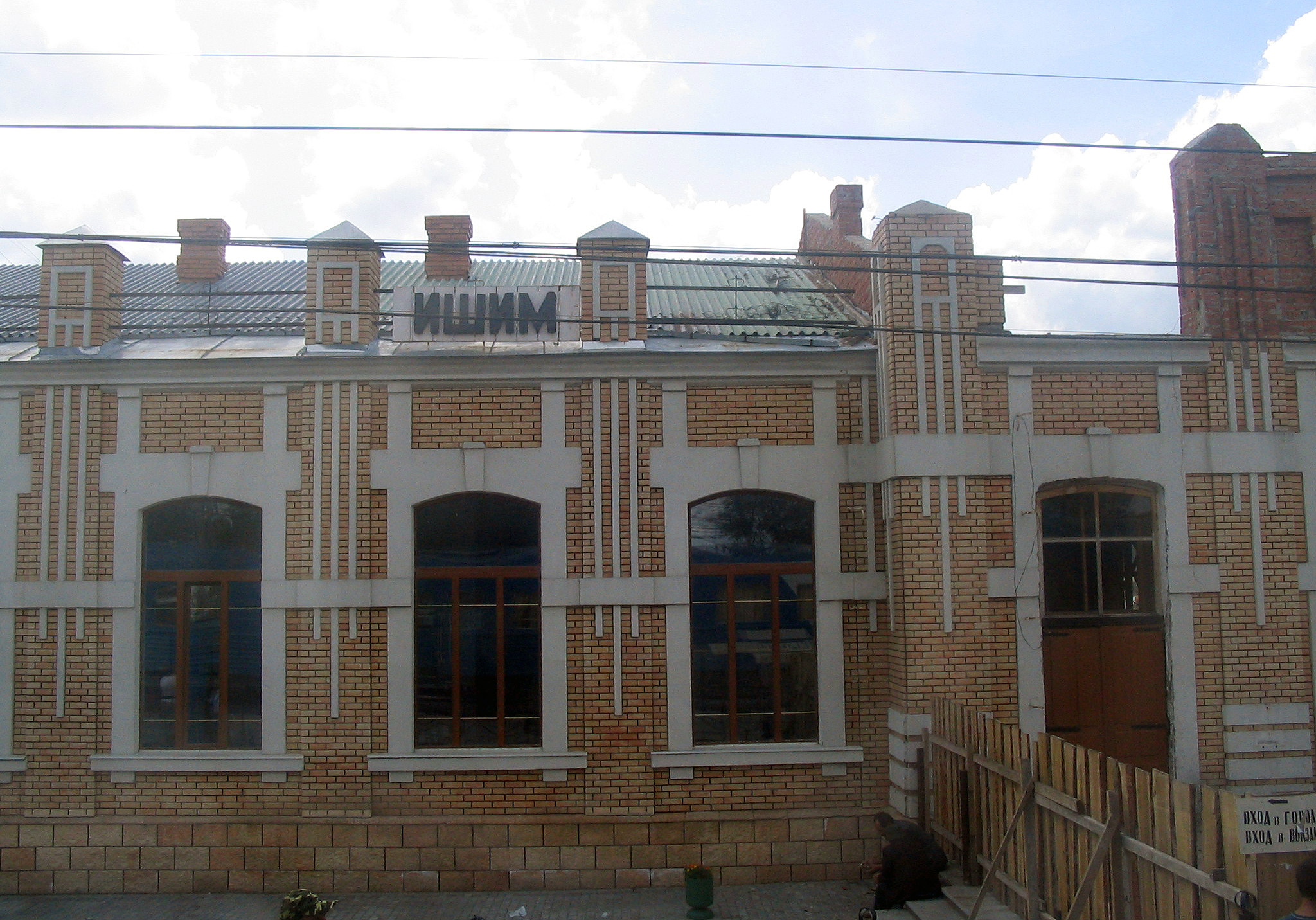
Train station at Ishim, Russia

Ishim (em russo:  Иши́м) é uma cidade no sul do Oblast de Tiumen, na Rússia. Tinha 67.757 habitantes em 2002. É banhada pelo rio Ishim.
O escritor Pyotr Yershov nasceu perto da cidade de Ishim. Ishim é actualmente o término da Estrada europeia 22, uma estrada que cruza a Rússia, Letónia, Suécia, Alemanha, Países Baixos e Reino Unido.